# Logania distanti
Logania distanti là một con bướm nhỏ nhưng nổi bật ở Ấn Độ. Chúng thuộc họ Bướm xanh. 

## Hình ảnh

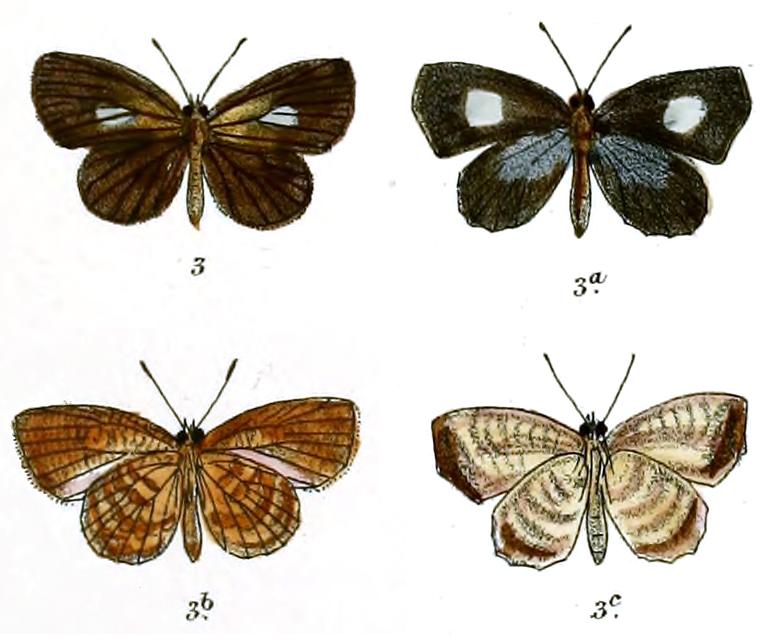
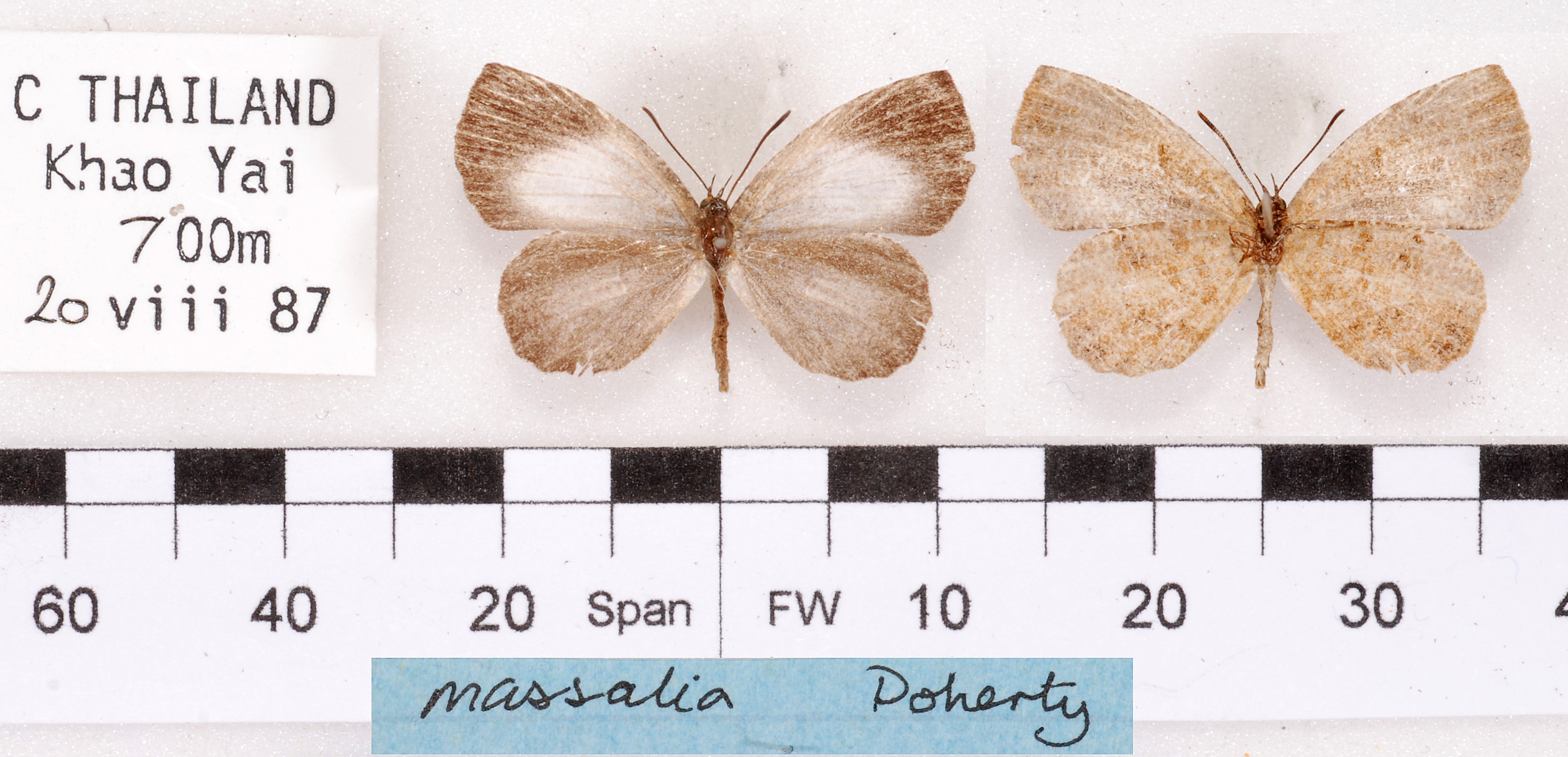
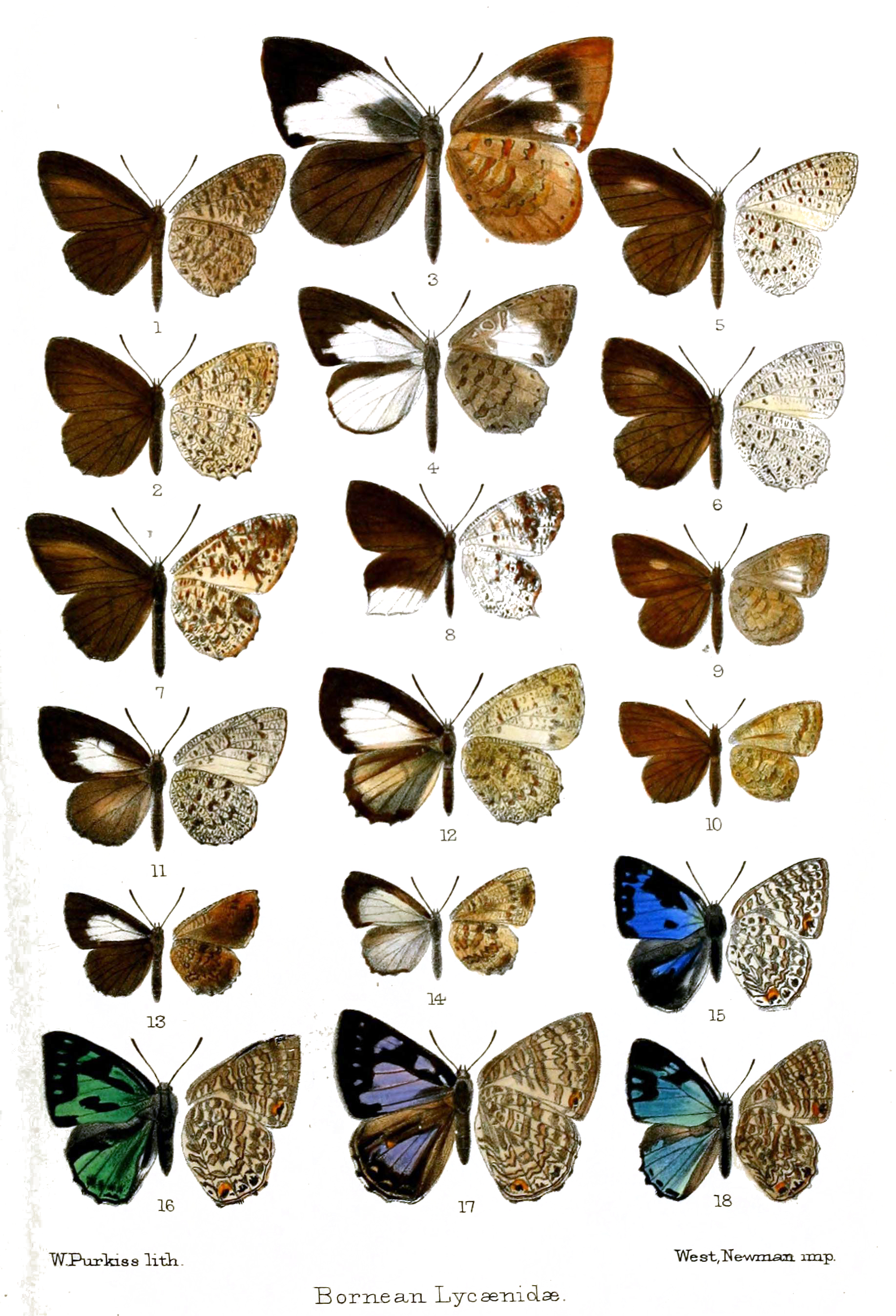
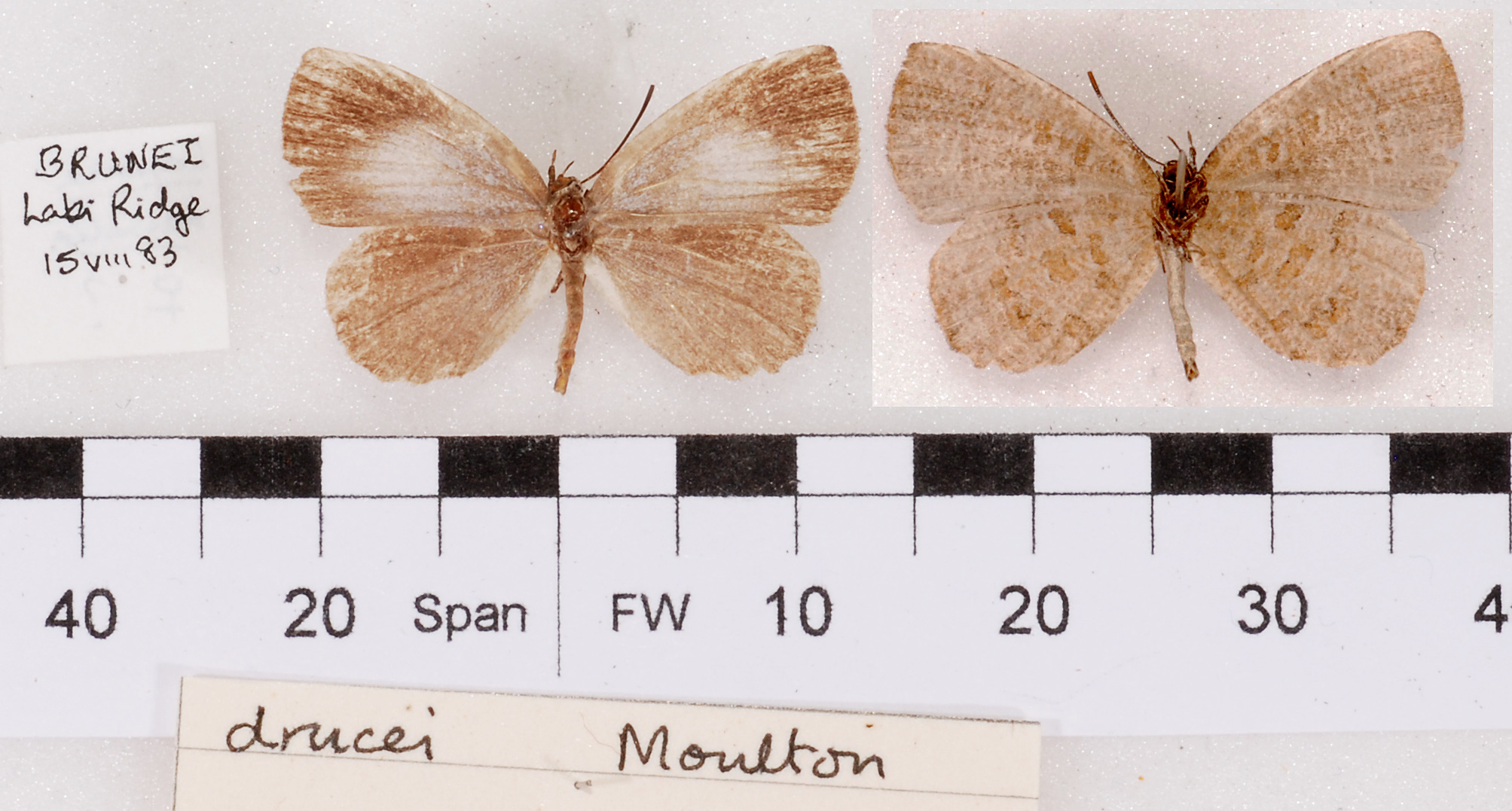